# Мортен Јулман
Мортен Јулман (дан. Morten Blom Due Hjulmand) је дански професионални фудбалер који игра као дефанзивни везни за клуб Спортинг Лисабон из португалске прве лиге и репрезентацију Данске.

## Играчка каријера

### Клубови
Адмира Вакер
Копенхаген је 13. маја 2018. објавио да су продали Јулмана Адмири Вакер из свог У-19 тима. Јулман никада није играо ниједну званичну утакмицу за први тим Копенхагена, али је са њима био на тренинг камповима. Потписао је уговор до јуна 2022.
Јулман је одиграо своју прву утакмицу за Адмиру 20. јула 2018. против СЦ Нојзидл ам Зе 1919 у Купу Аустрије. Везиста је играо у свим лигашким утакмицама у првој половини године у клубу осим једне утакмице.
Лече
Дана 16. јануара 2021. Јулман је потписао четворогодишњи уговор са италијанским клубом Лечеом, који је у то време био у друголигашу Серије Б.
Спортинг Лисабон
Дана 13. августа 2023, Јулман је потписао петогодишњи уговор са клубом из Примеира лиге Спортинг ЦП за накнаду од 18 милиона евра, која би могла да порасте на 21 милион евра са додацима. Његова ослобађајућа клаузула била је 80 милиона евра.
Пет дана касније, Јулман је дебитовао за Спортинг, сишавши са клупе и заменио Маркуса Едвардса у 75. минуту победе у лиги од 2-1 у гостима код Каса Пије. Први пут је почео за Лавове 27. августа, у победи домаћина над Фамаликаом резултатом 1:0, а заменио га је Данијел Браганса у 84. минуту. Дана 17. септембра 2023, Јулман је постигао свој први гол за Спортинг, први гол у победи у лиги од 3:0 над Мореиренсеом на стадиону Хозе Алваладе.

### Репрезентација
Јулман је позван у сениорски тим Данске за квалификационе утакмице за УЕФА Европско првенство 2024. године, а 16. односно 19. јуна 2023. да игра против Северне Ирске и Словеније. Дана 7. септембра 2023. Јулман је дебитовао за сениорски тим, ушавши са клупе у победи над Сан Марином резултатом 4:0.
Дана 20. јуна 2024. постигао је први гол за репрезентацију, изједначујући погодак против Енглеске (1 : 1) на Европском првенству 2024.

## Трофеји

### Лече
- Серија Б (1) : 2021/22.

### Спортинг Лисабон
- Првенство Португала (2) : 2023/24, 2024/25.
- Куп Португала (1) : 2024/25.